# First Audiovisions
First Audiovisions è il sesto tour ufficiale della band statunitense Kansas.

## Storia
Si tratta in realtà di un mini-tour, nel quale vennero già eseguiti brani che saranno presenti nell'album Audio-Visions, pubblicato l'anno successivo, in versione non ancora definitiva. 
In questo tour i Kansas si esibiscono solamente come gruppo principale.   
Durata approssimativa dello show: 100/110 minuti.

## Formazione
- Kerry Livgren - chitarra solista, chitarra ritmica, chitarra acustica, piano, clavinet, sintetizzatore moog, sintetizzatore ARP
- Rich Williams - chitarra solista, chitarra ritmica
- Steve Walsh - organo, piano, clavinet, sintetizzatore moog, congas, voce
- Robby Steinhardt - violino, voce
- Dave Hope - basso
- Phil Ehart - batteria, percussioni varie

## Date
Calendario completo del tour
| Data           | Città       | Paese                 | Luogo      | Note |
| -------------- | ----------- | --------------------- | ---------- | ---- |
|                |             |                       |            |      |
| 2 agosto 1978  | Birmingham  | USA                   |            |      |
| 9 agosto 1979  | Chicago     | USA                   |            |      |
| 13 agosto 1977 | Riverfront  | USA                   |            |      |
| 14 agosto 1978 | Lexington   | USA                   |            |      |
| 16 agosto 1979 | Toronto     | Canada                |            |      |
| 18 agosto 1979 | Cleveland   | USA                   |            |      |
| 21 agosto 1979 | Boston      | USA                   |            |      |
| 23 agosto 1978 | Upper Darby | USA                   | Kay Bailey |      |
| 24 agosto 1978 | Filadelfia  | Stati Uniti d'America |            |      |
| 25 agosto 1978 | Filadelfia  | Stati Uniti d'America |            |      |